# Uloga obavještajne zajednice u nastanku Republike Hrvatske
Obavještajna zajednica Republike Hrvatske ostvarila je vrlo značajan doprionos za očuvanje i neovisnost Republike Hrvatske, u Domovinskom ratu, kada je Hrvatska bila izložena jakim stranim obavještajnim djelovanjima.
Početkom 1990-ih i tijekom Domovinskog rata Republika Hrvatska bila je na udaru stranih obavještajaca, prije svega suradnika bivše Službe državne sigurnosti (SDS-a) i Kontraobavještajne službe JNA (KOS–a).
Osobito je sustavne aktivnosti radi destabilizacije sa svrhom destabilizacije demokratski izabrane vlasti i sprječavanja osamostaljenja Republike Hrvatske u njenim cjelovitim granicama ostvarila vojna obavještajna služba KOS. Osim pribavljanja informacija, ta služba se bavila naoružavanjem i vojnog organiziranja civila srpske etničke pripadnosti na području Republike Hrvatske, te plasiranjem raznih dezinformacija s ciljem umanjenja ugleda Hrvatske na vanjskopolitičkom polju, te sijanja nepovjerenja i pomutnje u hrvatskim redovima. Sofistificirane akcije te službe su uključivale podmetanje bombe u prostorije Židovske općine Zagrebu i na židovske grobove na Mirogoju ("Operacija Labrador"), s ciljem da se pred međunarodnom javnošću prikaže kako u Hrvatskoj postoji agresivni antisemitizam; a 15. listopada 1991. godine je izvedeno raketiranje Banskih dvora, u trenutku kada su se ondje nalazili okupljeni ključni hrvatski dužnosnici. Vojna obavještajna služba Savezne Republike Jugoslavije je tijekom čitavog Domovinskog rata slala svoje časnike na službu u zapovjedništvima Srpske vojske Krajine na okupiranom području Republike Hrvatske, s njima izravno komunicirala i koordinirala obavještajne aktivnosti protiv Hrvatske.
Pred Međunarodnim kaznenim sudom za ratne zločine na području bivše Jugoslavije, na suđenju Jovici Stanišiću i Frenkiju Simatoviću kao čelnim ljudima srbijanske civilne obavještajne službe u doba Domovinskog rata, u znatnoj su mjeri razotkrivene i opsežne tajne aktivnosti i te strane obavještajne službe protiv Republike Hrvatske. Jovica Stanišić je kao šef obavještajne službe Republike Srbije imao ključni utjecaj kod kadroviranja obavještajnih časnika ("organa bezbednosti") u tzv. Republici Srpskoj Krajini na okupiranom području Republike Hrvatske, a specijana postrojba te obavještajne službe "Crvene beretke" je (pod različitim imenima, i u ono vrijeme bez priznavanja veze sa Srbijom) djelovala u Hrvatskoj tijekom čitavog rata.
Formiranjem Sabora RH 30. svibnja 1990. godine Službom državne sigurnosti (SDS) Republičkog sekretarijata unutrašnjih poslova Socijalističke Republike Hrvatske rukovodi pomoćnik republičkog sekretara (ministra) za unutarnje poslove; bio je to tada dugogodišnji djelatnik i rukovodilac hrvatske Udbe Josip Perković. Osnovna zadaća SDS-a u predizborno i poslijeizborno vrijeme bila je da, u svomu djelokruga rada, osigurava nesmetane predizborne aktivnosti i mirnu primopredaju vlasti. Uz spoznaju da je mreža suradnika jugoslavenskih tajnih službi organizirana u gotovo svim institucijama i sredinama u bivšoj državi, Služba već tada raspolaže podacima o obavještajno–subverzivnom djelovanju službi sigurnosti JNA i Srbije u organiziranju i potpori pripremama za otvorenu oružanu pobunu radikalnih srpskih elemenata u Republici Hrvatskoj.
Daljnje razdoblje karakterizira otvorena podrška opremanju, naoružavanju i izravnom instrumentaliziranju "balvan revolucije", a poslije i u otvorenoj agresiji Jugoslavenske narodne armije na Republiku Hrvatsku. Nekadašnja savezna vojska JNA, sa svim materijalno - tehničkim resursima sva tri roda vojske - KoV, RZ i PZO, mornarica. Čitava JNA, sa svim borbenim sredstvima koje je imala u svom inventaru, kao i vojnim obavještajnim kapacitetima, te je tako izravno stala na stranu pobunjene manjine koju su činili Srbi i tako se otvoreno uključuje u agresiju na Republiku Hrvatsku. Svi ti događaji najčvršći su dokaz da je preuzimanje JNA od strane srpskih i crnogorskih "tvrdolinijaša" i njihova brojčana nadmoć temeljena na nesrazmjeru njihovog broja na vodećim pozicijama unutar JNA u odnosu na ukupni broj Srba i Crnogoraca u bivšoj SFRJ, ujedno bio osnovni preduvjet za ostvarenje velikosrpskog projekta u skladu s velikosrpskim programom iz 1986. pod nazivom Memorandum SANU, a pobuna srpske narodne manjine trebala je poslužiti kao svojevrstan 'casus belli' za okupaciju razoružane Republike Hrvatske.
I Služba, kao u druga tijela državne uprave, prolaze u to vrijeme kroz teško razdoblje jer određen broj djelatnika ne prihvaća društveno-političke promjene i napušta Službu. Svjesni kako se priprema agresija na RH nastoji se sačuvati zdrava jezgra Službe i pripremiti za razdoblje koje slijedi.
U međuvremenu, i dalje u sastavu Ministarstva unutarnjih poslova Republike Hrvatske u travnju 1991. godine biva Služba državne sigurnosti preimenovana u Službu za zaštitu ustavnog poretka, te se u nju zapošljava i obučava nove, mlade djelatnike. Od 1992. godine, organizira se i kontinuirano provodi temeljna obuka novoprimljenih djelatnika u obliku višemjesečnih tečajeva. Zajedno s njima Služba rješava i odrađuje najsloženije zadaće, a početkom otvorene agresije na RH aktivno se suprotstavlja oružanoj agresiji i daje svoj doprinos obrani suvereniteta RH.
Intenziviranjem sigurnosno–obavještajnog aparata Srbije i JNA u subverzivnoj djelatnosti prema RH, osnovna zadaća SZUP–a bila je praćenje, dokumentiranje i onemogućavanje takve aktivnost. Istodobno se nastojalo izučavati namjere i poteze protivnika na već tada privremeno zauzetom teritoriju, ali i spriječiti obavještajni rad prema našem okruženju.
Operativnim radom same Službe detektirani su djelatnici Službe ubačeni i "vrbovani“ od SDB-a i KOS-a u Beogradu koji su radili u njihovu korist (akcija "Labrador"), a Služba uspješno prikuplja podatake o svim paravojnim, policijskim i sigurnosnim elementima, kao i političkoj i gospodarskoj situaciji na privremeno zauzetom teritoriju. Uspjesi u radu pridonose stabilizaciji situacije na bojišnicama.
U istom razdoblju Služba je identificirala, pratila, prikupljala podatke i na kraju, i u koordinaciji s drugim tijelima, razotkrila počinitelje nekoliko diverzantsko-terorističkih akcija koje su provedene na području RH, kao što su napadi aktivnih pripadnika sigurnosnih službi JNA i njihovih suradnika na Srpsku pravoslavnu opštinu u Zagrebu, Židovsko groblje i Židovsku općinu u Zagreb te Muzej Srpske pravoslavne crkve u Zagrebu.
Kako je područje RH, ali i šire regije, zahvaćeno ratom, bilo je i predmet interesa stranih obavještajnih službi. SZUP je tada aktivno radio na prikupljanju i dokumentiranju njihove obavještajne djelatnosti. U tom razdoblju, da bi prikupila što više potrebnih podataka za obranu RH, Služba intenzivno započinje obavještajne aktivnosti radi prikupljanja podataka o vojnim i mobilizacijskim planovima, naoružanju, opremi protivnika i njihovim komunikacijama.
Nakon potpisivanja Sarajevskog primirja 2. siječnja 1992. godine, stabiliziranja linija obrane i dolaskom UNPROFOR–a bilo je jasno da srbijanski agresor nije uspio u svojoj namjeri, razbiti hrvatsku obranu i državu. Služba je u to vrijeme postupno prelazila iz ratnih uvjeta i zadaća na mirnodopski rad, s time da je težište i dalje bilo usmjereno na obranu od agresije ali i pripreme za oslobodilačke operacije hrvatskih Oružanih snaga 1994. i 1995. godine.
1993. god. provedena je reforma ustroja hrvatske obavještajne zajednice te je odlukom Predsjednika Republike Hrvatske od 21. ožujka 1993. godine osnovan Ureda za nacionalnu sigurnost, čiji će predstojnici do kraja Domovinskog rata biti Hrvoje Šarinić (3.4.1993 - 12.10.1994), Krunislav Olujić (12.10.1994 - 18.5.1995) i Miroslav Tuđman v. d. (14.6.1995 - 1.2.1996). U isto vrijeme formirana je i Hrvatska izvještajna služba (HIS) kao krovna analitička služba; njen ravnatelj će biti do kraja rata (te do 1998. godine)  Miroslav Tuđman. HIS će biti partner s hrvatske strane u većini operacija koje je hrvatska obavještajna zajednica provodila u partnerstvu sa sigurnosno–obavještajnim službama stranih zemalja.
Početkom rata u BiH na području RH formiran je veći broj ureda (predstavništava) raznih humanitarnih, nevladinih organizacija (NVO) iz islamskih i arapskih zemalja. One su pod krinkom humanitarne pomoći u BiH radili na dopremi vojne opreme i naoružanja, ali i stranih boraca u BiH iz islamskih zemalja (mudžahedina) što je također zahtijevalo i intenziviranje rada službi.
U tom razdoblju ostvareni su značajni obavještajni prodori prema protivničkim strukturama, tako da su službe obavještajno kontrolirale to područje i imale saznanja što se događa i planira na privremeno zauzetom teritoriju.
Izuzetna je, stoga, njihova uloga u svim najznačajnijim oslobodilačkim akcijama Domovinskog rata - od oslobađanja Dubrovačkog primorja, Maslenice, Bljeska, Oluje, do procesa mirne reintegracije Hrvatskog Podunavlja.
Djelatnici službi su u tom razdoblju radili u iznimno teškim uvjetima, izloženi pogibelji, ali i spremni da u svakom trenutku polože svoje živote za Domovinu.

## Vanjske poveznice
- Službene stranice Sigurnosno-obavještajne agencije
- Izvod iz Pravilnika o načinu uvida u dosjee Službe državne sigurnosti RSUP-a SR Hrvatske  Arhivirana inačica izvorne stranice od 25. listopada 2008. (Wayback Machine)